# 道の駅とうま
道の駅とうま（みちのえき とうま）は、北海道上川郡当麻町にある国道39号の道の駅である。ソフトクリームが人気で、4月下旬から11月上旬まで提供される「すいかソフト」を目当てに遠方から訪れる観光客も多い。

## 施設
- 駐車場
  - 普通車：40台
  - 大型車：10台
  - 身障者用：2台
- トイレ（いずれも24時間利用可能）
  - 男：大 3器（2器）、小 6器（4器）
  - 女：8器（6器）
  - 身障者用：1器（1器）
- 公衆電話：1台
- 案内人
- 当麻町物産館「でんすけさんの家」
- 御食事処 ※年中無休（年末年始を除いて）
- コーヒーとカレーの店 MERB ※火曜定休

## 休館日
- 年末年始（12月31日 - 1月3日）

## 周辺
- 当麻町立宇園別小学校

## アクセス
- 国道39号
- 北海道道1122号当麻比布線

道北バスが運行するバス路線がある。停留所名は「当麻20丁目」。

### 路線バス
- 旭川市街方面（旭川駅前、1条8丁目）方面
- 当麻ヘルシーシャトー方面
- 愛別駅前方面
- 層雲峡温泉方面

### 都市間バス
- 高速流氷もんべつ号・特急オホーツク号 紋別バスターミナル方面（北海道中央バス、ジェイ・アール北海道バス、北紋バスと共同運行）
- 高速えんがる号・特急北大雪号 遠軽方面（北海道中央バス、北海道北見バスと共同運行）
- 特急石北号 北見バスターミナル方面（北海道北見バスと共同運行）
- ノースライナーみくに号 帯広駅バスターミナル方面（十勝バス、北海道拓殖バスと共同運行）
- サンライズ旭川釧路号 釧路駅方面（阿寒バスと共同運行）